# Unisub Sabadell
Unisub Sabadell és un club federat a la FECDAS (Federació Catalana d'Activitats Subaquàtiques) que a la vegada forma part de la FEDAS i la CMAS. La seva seu social es troba a Sabadell des de la seva fundació l'any 1958 i la qual cosa el converteix en un dels clubs de busseig més antics de Catalunya i del món.
La història d'Unisub es remunta al 1958, quan un grup de persones interessades en el món subaquàtic es van unir per a fundar l'entitat CRIS, amb seu a Barcelona. Quatre anys més tard, es va fundar CRIS Sabadell, amb seu al carrer Bosch i Cardellach. En el transcurs del temps van anar apareixent algunes controvèrsies entre ambdues entitats, situació que va culminar en la separació i amb la creació de l'actual Unisub Sabadell, l'any 1969.
Unisub ha fet història en el submarinisme esportiu de la península, i ha estat pioner des de la seva creació, precedeix fins i tot a la de la Federació d'Activitats Subaquàtiques (FEDAS i FECDAS), gràcies al seu alt nivell i potencial, sobretot en l'especialitat d'orientació subaquàtica.
Unisub fou distingida amb la condecoració de la Creu de Sant Jordi per part de la Diputació de Barcelona, per la seva participació el 1977 en l'operació de rescat del vaixell de guerra nord-americà Guam, que va naufragar a Barcelona.
Unisub Sabadell va destacar en la dècada dels 90 i més endavant amb competició en la disciplina d'orientació subaquàtica on va guanyar moltes competicions de la copa del Rei i del Campionat d'Espanya d'orientació al pantà de Sant Ponç així com la seva presencia en competicions europees.
Actualment, el club compta amb uns 200 associats i organitza diverses activitats submarines, com sortides a mar, conferències, mostres de diapositives, i diverses competicions socials.
Destaquen els Bateigs Subaquàtics que celebren cada any per la Festa Major de Sabadell i la col·laboració amb la Festa de l'Esport de Sabadell.
Unisub fa també una important tasca didàctica. El seu departament d'ensenyament imparteix cursos de submarinisme esportiu -a la piscina de Cal Marcet i el Club Natació Sabadell i a les aigües de la Costa Brava en aigües obertes.
Unisub Sabadell té un departament de promoció del busseig de tècnic amb orientació a la seguretat i els aspectes més recreatius del busseig tècnic on es difon el busseig en configuració Hogarthiana i estil DIR.
Des de juny de 2018, Unisub Sabadell és el primer club federatiu de Catalunya que ofereix servei Nitrox al seus socis gràcies a un blender de Nitrox. El Nitrox és un gas que permet bussejar amb més seguretat i amb temps de fons ampliats.